# Bistum Syracuse
Das Bistum Syracuse (lateinisch Dioecesis Syracusensis, englisch Diocese of Syracuse) ist eine Diözese der römisch-katholischen Kirche mit Sitz in Syracuse (New York). Es wurde am 26. November 1886 aus dem Bistum Albany herausgenommen und zu einem selbständigen Bistum erhoben.
Das Bistum umfasst die Gebiete Broome County, Chenango County, Cortland County, Madison County, Oneida County, Onondaga County und Oswego County.
Bischofskirche ist die Kathedrale Immaculate Conception (Unbefleckte Empfängnis). Sie wurde 1874 als St. Mary’s Church errichtet und nach Umbauten, Ergänzungen und Errichtung des Turms 1910 als Kathedrale erneut geweiht.

## Bischöfe von Syracuse
- Patrick Anthony Ludden (1886–1912)
- John Grimes (1912–1922)
- Daniel Joseph Curley (1923–1932)
- John Aloysius Duffy (1933–1937)
- Walter Andrew Foery (1937–1970)
- David Frederick Cunningham (1970–1976)
- Frank Harrison (1976–1987)
- Joseph O’Keefe (1987–1995)
- James Michael Moynihan (1995–2009)
- Robert Cunningham (2009–2019)
- Douglas Lucia (seit 2019)